# Ferdinand Kubeš

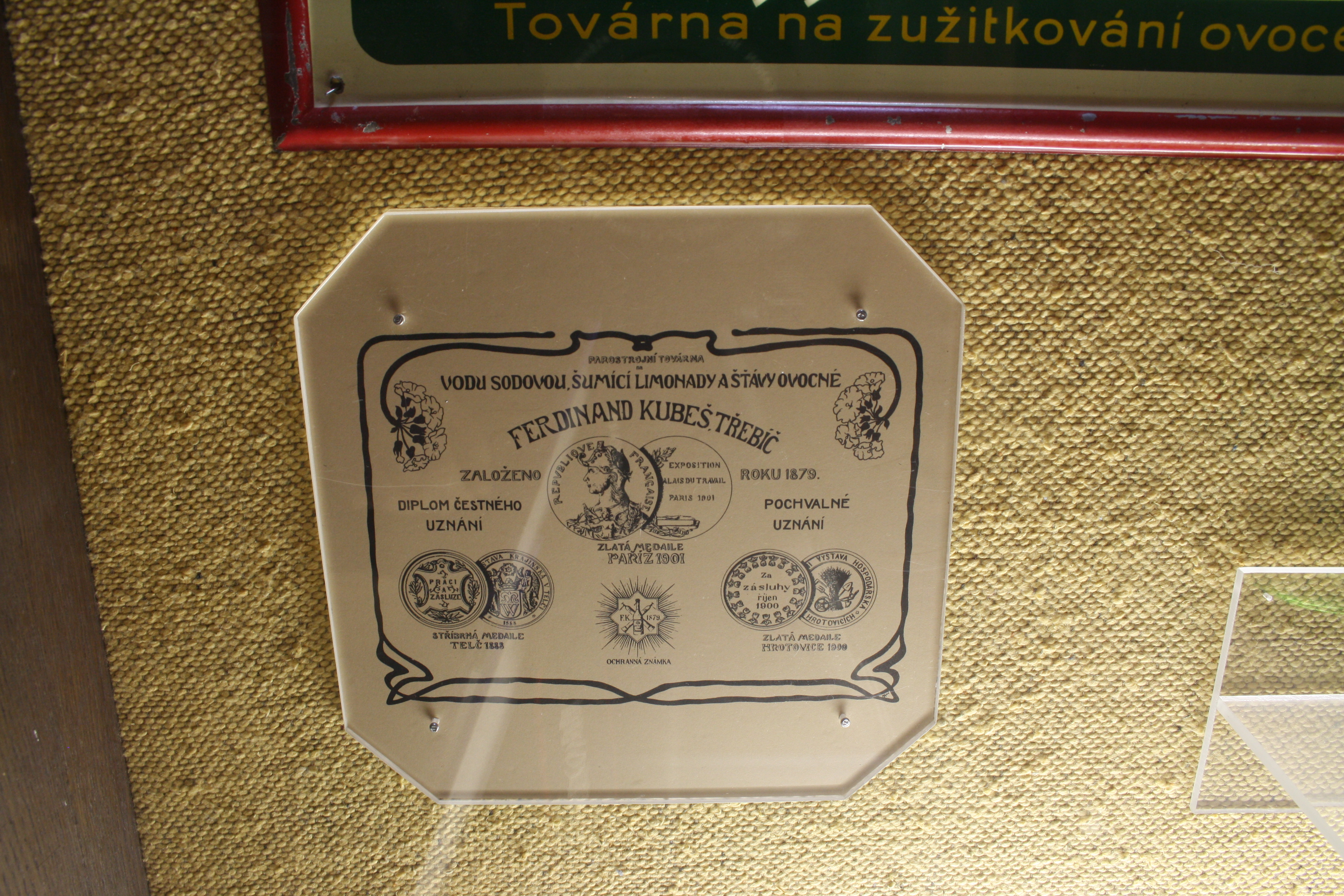
Ocenění Ferdinandu Kubešovi z mezinárodní výstavy nealkoholických nápojů v Paříži, 1901

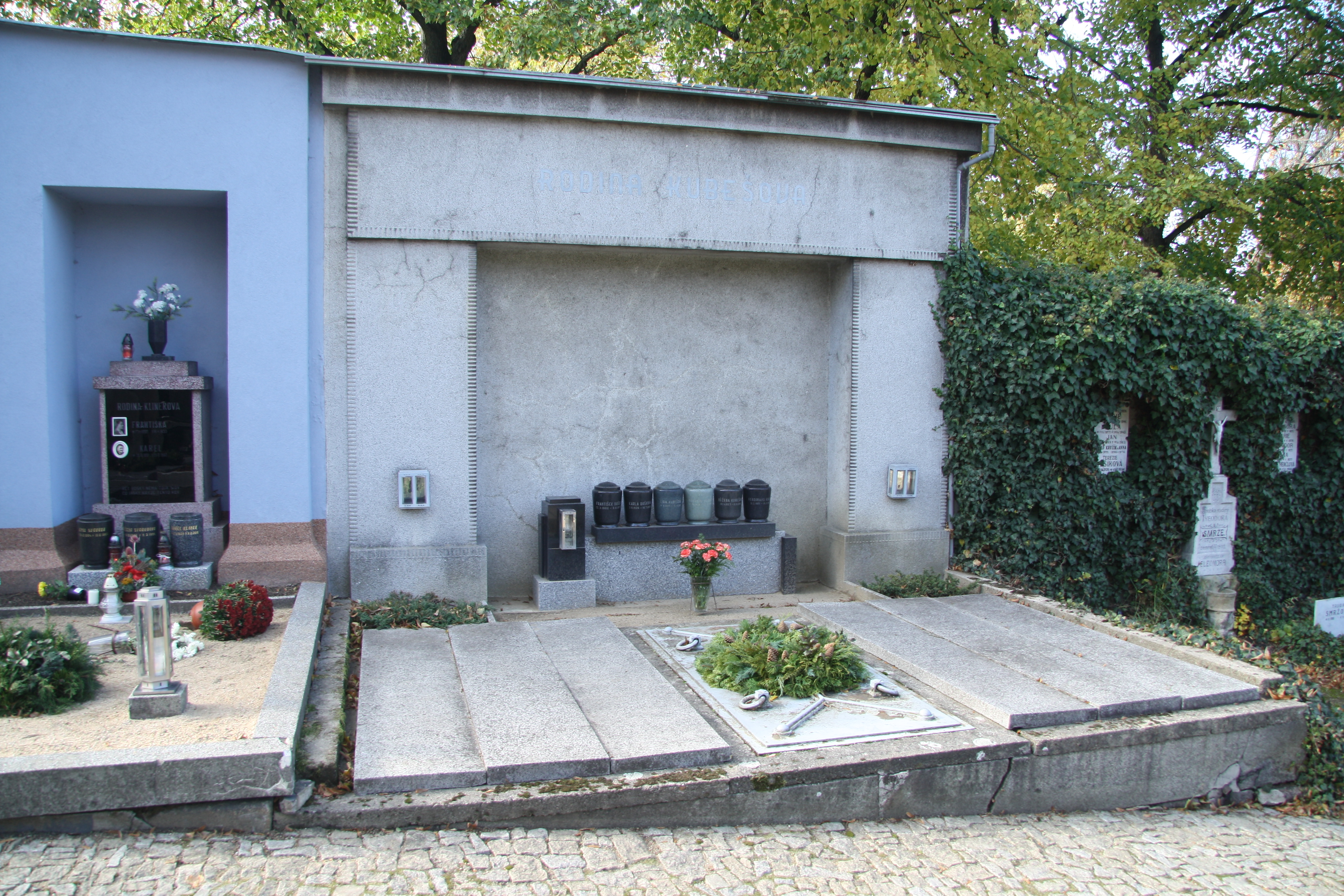
Hrobka rodiny Kubešovy na Starém hřbitově v Třebíči

Ferdinand Karel Kubeš (29. dubna 1849 Třebíč – 1. listopadu 1935 tamtéž) byl moravský obchodník, průmyslník a podnikatel v potravinářství. zakladatel a majitel továrny na výrobu sycených nápojů a sodovek ZON v Třebíči, jedné z prvních a největších v Rakousku-Uhersku. Pocházel z úspěšné třebíčské podnikatelské rodiny podnikatelů a politiků.

## Život

### Mládí
Ferdinand Kubeš se narodil v Třebíči do rodiny obchodníka s koloniálním zbožím Františka Kubeše a jeho manželky Františky Kubešové jako nejmladší ze tří bratrů. Jeho starší bratři byli třebíčský knihtiskař a později třebíčský starosta Jan František Kubeš a brněnský pedagog a třebíčský historiograf Adolf Kubeš.
Ferdinand absolvoval městskou školu v Hasskově ulici a vyučil se kupcem. Následně v rozmezí let 1874-1875 převzal obchod s koloniálním zbožím, který původně vlastnil jeho otec, a spoluspravoval ho se svým nevlastním otcem Jindřichem Slabým.

### Podnikatelská činnost

#### Koloniální obchod na Stařečce
Po dosažení zletilosti ve věku 24 let (kolem roku 1874) převzal původně koloniální obchod svého otce na Stařečce dům č. 77. Obchod měl smíšený sortiment. Od různých druhů rakví a náhrobních křížů po kávu, alkohol, kamna, zátky do pušek, apod. Od roku 1910 rozšířil sortiment o motoristické potřeby (benzín a olej do aut, apod.). Později pak ještě připojil samostatnou trafiku. Aby k budově nalákal i děti a jejich rodiče, nechal přes trafiku vybudovat malý tunel, přes který projížděla zmenšenina vláčku. Koloniál si stále zanechal ve vlastnictví a vedl ho až do své smrti, ačkoliv roku 1879 založil stále více prosperující podnik na výrobu nealkoholických limonád ZON.

#### Sodovkárna ZON
Ferdinand založil roku 1879 původní třebíčskou sodovkárnu, která nesla název Továrna na vodu sodovou, šumící limonády a šťávy ovocné (od roku 1926 Zdravotní osvěžující nápoje /zkr. ZON/).
Při začátcích se limonáda vyráběla jen v jedné místnosti a ručně. Za první rok tak sodovkárna vyprodukovala pouhých 19 tisíc lahví. Brzy si však sodovka získala na popularitě a produkce se rozrostla. V roce 1901 Kubeš založil ochrannou známku s osmicípou hvězdou FK1879. Téhož roku získal Ferdinand za svou limonádu ocenění na mezinárodní výstavě nealkoholických nápojů v Paříži.

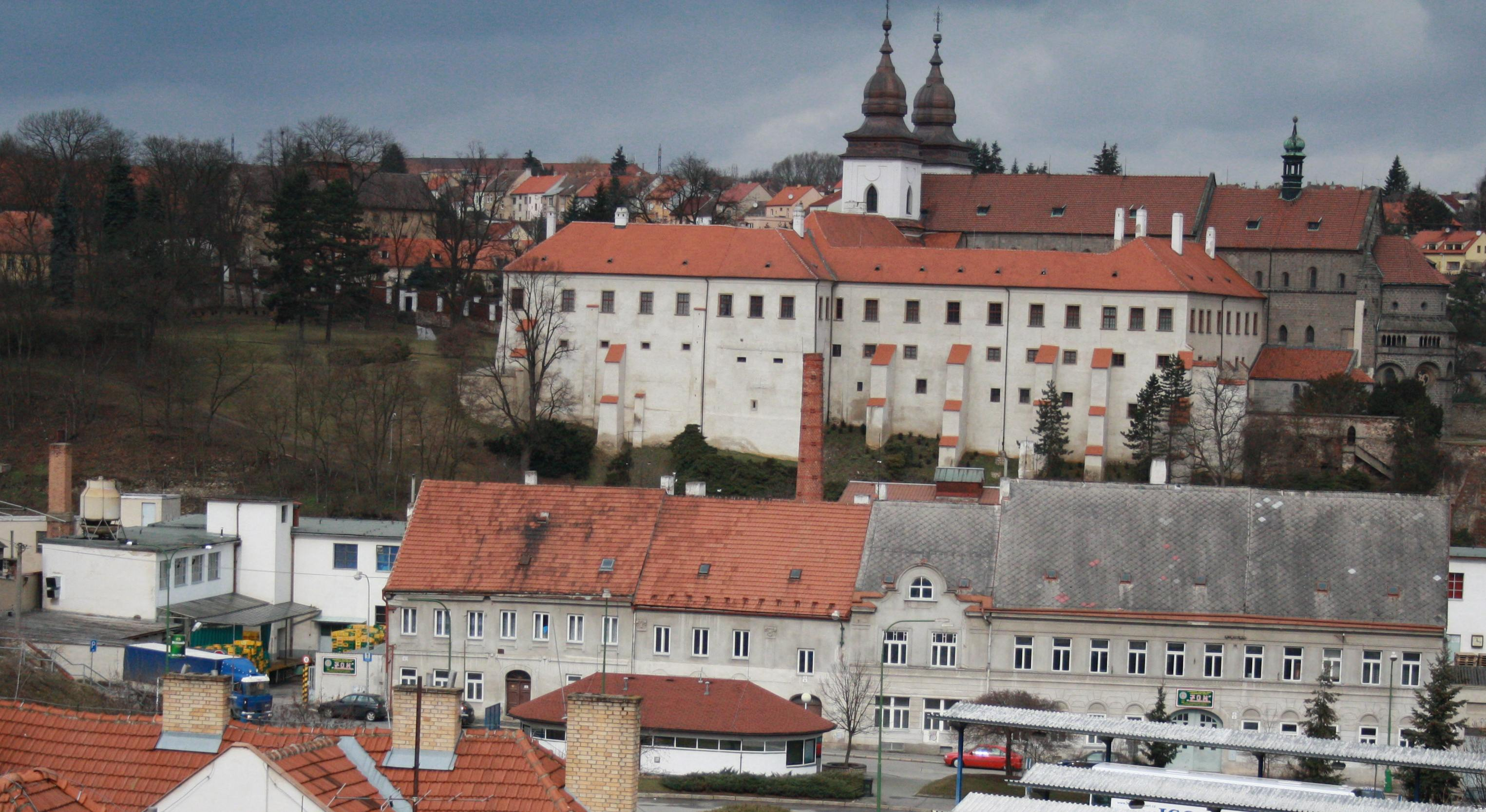
Továrna ZON na Stařečce (v popředí Kubešův rodný dům č. 77)

Sodovkárna prosperovala až do první světové války. Pak začala upadat do existenční krize, kdy spousta kvalifikovaných pracovníků odcházela na frontu, zároveň chyběly suroviny pro produkci limonád. Ferdinand v roce 1919 předal továrnu na limonády svému synovi Bohumilovi, který využil konjunktury první republiky a postavil produkci sodovek opět na nohy. Kubeš se až do smrti naplno pak věnoval obchodu s koloniálním zbožím jeho otce.
Dnes ZONku vede Ferdinandův stejnojmenný pravnuk, Ferdinand Kubeš.

### Politická a spolková aktivita

#### Spolková aktivita
Ferdinand se svým bratrem Adolfem pravděpodobně od poloviny 60. let vystupoval v často českých a vlasteneckých inscenacích sehraných studenty. Zároveň se stal členem i vzdělávacích a pěveckých spolků Vesna a Lumír. Zároveň byl dobrovolným hasičem.
Roku 1873 pomáhal hasit velký požár, který vypukl v Třebíči. Dle všeho měl na uhašení sám velký zájem, protože by se oheň mohl dostat až na Stařečku č. 77, kde sídlil původní koloniál jeho otce. Díky včasné organizaci byl však požár uhašen.
Zároveň byl několikrát zvolen starostou jednoty Sokol.

#### Politická činnost
V mladém věku se stal členem Městské besedy, která řešila průběh plesů a jiných slavnostních schůzí. Ovšem Městská beseda se rozšiřovala a prostory pro organizaci schůzí byly malé. Koupili tak dům na horní straně Karlova náměstí s č. 58. Budova byla zatížena dluhy, a tak se organizace rozhodla jej i přes jeho hrozný stav zbourat a postavit nový dům. Tomu se tak mohlo stát díky veřejným sbírkám. Dům tak nesl název Besední, ovšem občané Třebíče preferovali název Národní. Hospodářem a správcem Besedního (Národního) domu byl zvolen Ferdinand Kubeš. Spravoval jej od konce 19. století až do své smrti roku 1935.
Až do roku 1918 bojoval o národní vzestup v Třebíči. Nemáme dle zdrojů dokázáno, zda byl účasten na mnoha agitačních a manifestačních schůzích za změnu z německé na českou orientaci třebíčské radnice. Ovšem tyto manifestace pořádal jeho bratr Jan František, se kterým Ferdinand v mnoha názorových směrech souznil.
Roku 1882 byl poprvé zvolen do českého zastupitelstva ve druhém sboru a byl několikrát znovuzvolen až do roku 1903, tehdy volby prohrál, kdy končila staročeská podpora na radnici. Patřil mezi konzervativní členy Národní strany.
Se svým bratrem Janem Františkem se podílel v posledních dvou dekádách 19. století na rozvoji města. Zároveň mu byly svěřeny individuální úkoly. Např. v roce 1883 spolu s prvním radním Juliem Kofránkem měl zajistit pořádek při dělnických protestních akcích a během manifestací mu byl svěřen i policejní sbor.
Konec jeho politické kariéry nastal v roce 1903, kdy obdržel pouhých pět hlasů. Může za to fakt, že ke konci 19. století začaly noviny obviňovat rodinu Kubešových (a především Ferdinandova bratra Jana Františka) z protekcionismu, střetu zájmů a malé míry vlastenectví. Krom politické konkurence se snažila situace využít i Ferdinandova konkurence podnikatelská. Po prohře tak zanevřel na další politiku.
Dle všeho Ferdinand opovrhoval sociálními demokraty, takže pravděpodobně neměl rád ani české komunisty po jejich založení v roce 1921. Do smrti byl dle všeho přesvědčených přívržencem Národní strany a zastával ideu sjednocené české politické reprezentace.

#### Politická kupecká činnost
V roce 1905 byl součástí manifestační schůze českých kupců v Brně. Na setkání byla projednána rezoluce adresovaná vládě. Ta byla zaměřena proti rakouským průmyslníkům a obchodníkům.

### Úmrtí
Ferdinand Kubeš zemřel 1. listopadu 1935 v Třebíči a byl pohřben v rodinné hrobce na Starém hřbitově v Třebíči.

### Rodinný život
Poprvé se oženil s dcerou německého mlynáře Petrou Kubešovou (rozenou Petronillou Mollovou) v roce 1878 a měl s ní čtyři děti. Mezi nimi i nejstaršího syna Bohumila Jindřicha Františka Kubeše, který v roce 1919 převzal Ferdinandovu sodovkárnu a po jeho smrti roku 1935 i zbytek otcova podnikání. Petra zemřela předčasně v roce 1902 na rakovinu žaludku.
Podruhé se oženil s o dvacet let mladší Jindřiškou Hasskovou, vdovou po Františku Hasskovi a dcerou třebíčského podnikatele Jindřicha Lihaře. S ní měl další dvě děti. Především je zajímavé jeho spjatí s rodinou Hasskových, podnikatelskou rodinou vlastnící továrnu na zpracování kůže, se kterou jsou spojeni i zbylí dva Ferdinandovi bratři. Jeho druhá žena zemřela roku 1934, rok před Ferdinandovou smrtí.